# Campionato mondiale femminile di pallacanestro 1983
La IX edizione del Campionato mondiale di pallacanestro femminile si disputò in Brasile dal 24 luglio al 6 agosto 1983.

## Sedi delle partite
| Città          | Impianto                            |
| -------------- | ----------------------------------- |
| Brasilia       | Nilson Nelson Gymnasium             |
| Porto Alegre   | Gigantinho                          |
| Rio de Janeiro | Ginásio do Maracanãzinho            |
| San Paolo      | Ginásio do Ibirapuera ( Ibirapuera) |

## Squadre partecipanti
| Gruppo A - Corea del Sud - Bulgaria - Perù - Cuba | Gruppo B - Polonia - Jugoslavia - Australia - Giappone | Gruppo C - Unione Sovietica - Cina - Canada - Zaire |

- Stati Uniti e  Brasile ammesse direttamente alla seconda fase.

## Risultati

### Turno preliminare

#### Girone A
| Squadra       | G | V | P | PF  | PS  | DP   | P.ti |
| ------------- | - | - | - | --- | --- | ---- | ---- |
| Corea del Sud | 3 | 3 | 0 | 225 | 171 | +54  | 6    |
| Bulgaria      | 3 | 2 | 1 | 221 | 163 | +58  | 5    |
| Cuba          | 3 | 1 | 2 | 219 | 208 | +11  | 4    |
| Perù          | 3 | 0 | 3 | 148 | 271 | −123 | 3    |

#### Girone B
| Squadra    | G | V | P | PF  | PS  | DP  | P.ti |
| ---------- | - | - | - | --- | --- | --- | ---- |
| Polonia    | 3 | 3 | 0 | 204 | 176 | +28 | 6    |
| Jugoslavia | 3 | 2 | 1 | 227 | 187 | +30 | 5    |
| Australia  | 3 | 1 | 2 | 221 | 218 | +3  | 4    |
| Giappone   | 3 | 0 | 3 | 176 | 247 | -71 | 3    |

#### Girone C
| Squadra          | G | V | P | PF  | PS  | DP   | P.ti |
| ---------------- | - | - | - | --- | --- | ---- | ---- |
| Unione Sovietica | 3 | 3 | 0 | 287 | 166 | +121 | 6    |
| Cina             | 3 | 2 | 1 | 228 | 198 | +20  | 5    |
| Canada           | 3 | 1 | 2 | 201 | 205 | -4   | 4    |
| Zaire            | 3 | 0 | 3 | 133 | 280 | −147 | 3    |

### Fase finale

#### Primo-Ottavo posto
| Squadra          | P.ti | G | V | P | PF  | PS  | DP   |
| ---------------- | ---- | - | - | - | --- | --- | ---- |
| Unione Sovietica | 14   | 7 | 7 | 0 | 626 | 448 | +178 |
| Stati Uniti      | 13   | 7 | 6 | 1 | 649 | 509 | +140 |
| Cina             | 10   | 7 | 3 | 4 | 514 | 540 | -26  |
| Corea del Sud    | 10   | 7 | 3 | 4 | 455 | 515 | -60  |
| Brasile          | 10   | 7 | 3 | 4 | 542 | 570 | -28  |
| Bulgaria         | 10   | 7 | 3 | 4 | 495 | 527 | -32  |
| Polonia          | 9    | 7 | 2 | 5 | 439 | 502 | -63  |
| Jugoslavia       | 8    | 7 | 1 | 6 | 424 | 533 | -109 |

#### Nono-Quattordicesimo posto
| Squadra   | G | V | P | PF  | PS  | DP   | P.ti |
| --------- | - | - | - | --- | --- | ---- | ---- |
| Canada    | 5 | 5 | 0 | 331 | 255 | +76  | 10   |
| Cuba      | 5 | 4 | 1 | 418 | 310 | +118 | 9    |
| Australia | 5 | 3 | 2 | 378 | 319 | +59  | 8    |
| Giappone  | 5 | 2 | 3 | 300 | 342 | -42  | 7    |
| Perù      | 5 | 1 | 4 | 281 | 367 | −86  | 6    |
| Zaire     | 5 | 0 | 5 | 267 | 382 | −115 | 5    |

## Classifica finale
| Campione del Mondo | Campione del Mondo | Campione del Mondo |
| --- | ------------------ | --- |
| Unione Sovietica4 Šidlauskaitė, 5 Baryševa, 6 Barel', 7 Ivinskaja, 8 Burjakina, 9 Šuvaeva, 10 Semënova, 11 Rogožyna, 12 Čausova, 13 Sucharnova, 14 Šulskytė, 15 Savičkaja, All. Lidija Alekseeva |                    | |
| Argento | Stati Uniti        | Stati Uniti4 Hedges, 5 Cook, 6 Woodard, 7 Donovan, 8 Pollard, 9 Miller, 10 Lawrence, 11 Noble, 12 Mulkey, 13 Curry, 14 McGee, 15 Ingram, All. Pat Summitt                            |
| Bronzo | Cina               | Cina4 Chen, 5 Ba, 6 Liu M., 7 Song, 8 Qiu, 9 You, 10 Xiu, 11 Zheng, 12 Xian, 13 Zhang H., 14 Liu Q., 15 Zhang Y., All. Yang Boyong                                                   |
| 4. | Corea del Sud      | Corea del Sud4 Choe, 5 Park Y., 6 Lee, 7 U, 8 Kwon, 9 Bang, 10 Cha, 11 Kim H., 12 Gong, 13 Kim Y., 14 Mun, 15 Park C., All. Sin Dong-pa                                              |
| 5. | Brasile            | Brasile4 Hortência, 5 Branca, 6 Ani, 7 Solange, 8 Paula, 9 Elisa, 10 Soraya, 11 Marta Sobral, 12 Vânia Teixeira, 13 Suzete, 14 Cristina, 15 Vanda, All. Antônio Barbosa              |
| 6. | Bulgaria           | Bulgaria4 Golčeva, 5 Spasova, 6 Makaveeva, 7 Nikolova, 8 Dermendžieva, 9 Markova, 10 Vasileva, 11 Radkova, 12 Slavčeva, 13 Staneva, 14 Germanova, 15 Banova, All. Ivan Gălăbov       |
| 7. | Polonia            | Polonia4 Zagórska, 5 Konwent, 6 Janowicz, 7 Kępka, 8 Pawlak, 9 Linka, 10 Kozera, 11 Jaworska, 12 B. Wołujewicz, 13 Niemiec, 14 M. Wołujewicz, 15 Wyka, All. Tadeusz Huciński         |
| 8. | Jugoslavia         | Jugoslavia4 Šuka, 5 Božinović, 6 Komnenović, 7 Čangalović, 8 Krivokapić, 9 Vangelovska, 10 Golić, 11 Dornic, 12 Majstorović, 13 Perazić, 14 Dekleva, 15 Uzelac, All. Milan Vasojević |
| 9. | Canada             | Canada4 McAra, 5 Turney, 6 Pendergast, 7 Huband, 8 Sealey, 9 Lang, 10 Bauer, 11 Sweeney, 12 Clarkson, 13 Kordic, 14 Blackwell, 15 Verrecchia, All. Don McCrae                        |
| 10. | Cuba               | Cuba4 Borrell, 5 Átiez, 6 Moret, 7 Bécquer, 8 Carrillo, 9 Despaigne, 10 Charro, 11 Coss, 12 Henry, 13 Cala, 14 Skeet, 15 McCarthy, All. Manuel Pérez                                 |
| 11. | Australia          | Australia4 Maher, 5 Marshall, 6 Cockrem, 7 Cheesman, 8 Ogden, 9 Mickan, 10 Nykiel, 11 Foster, 12 Maar, 13 Amiet, 14 Laidlaw, 15 Dalton, All. Brendan Flynn                           |
| 12. | Giappone           | Giappone4 Yamamoto, 5 Nakahashi, 6 Fujii, 7 Ōno, 8 Chikaishi, 9 Matsuura, 10 Kubota, 11 Shimizu, 12 Sugihara, 13 Harada, 14 Takahashi, 15 Hashizume, All. Shigeru Harada             |
| 13. | Perù               | Perù4 Allison, 5 Pérez, 6 Luna, 7 Cosío, 8 Sueyras, 9 Manzur, 10 Picasso, 11 Junek, 12 Garcés, 13 Comas, 14 Menéndez, 15 Quelopana, All. Heleno Fonseca                              |
| 14. | Zaire              | Zaire4 Kamimbaya, 5 Evoloko, 6 Bofonda, 7 Ndombe, 8 Komichelo, 9 Lingenga, 10 Agbasing, 11 Nguya, 12 Kamanga, 13 Bompoko, 14 Mpanzu, 15 Bokonda, All. Théophile Ngoie Wa Ngoie       |